# مستقبل أفيونيدي μ
مستقبل الأفيونيد μ (بالإنجليزية: μ-opioid receptor)‏ أو مستقبل الأفيون مو واختصارا (MOR) هو مستقبل أفيونيدي ذو ألفة عالية للإنكيفالينات وبيتا-إندورفين [الإنجليزية] لكنه ذو ألفة منخفضة للدينورفينات. يُشار إلى هذا النوع من المستقبلات كذلك بمستقبلات الببتيدات الأفيونيدية μ (مو). الناهض النموذجي لمستقبل الأفيونيد مو هو المورفين، وهو المركب الرئيسي شبه القلوي المؤثر نفسيا في الأفيون والذي سُمي هذا المستقبل على اسمه (مورفين) ومو هو الحرف الثاني عشر من الأبجدية الإغريقية. المستقبل مو هو مستقبل مقترن بالبروتين ج مثبط يقوم بتنشيط الوحدة الفرعية ألفا Gi التي تثبط نشاط محلقة الأدينيلات وبذلك تنخفض مستويات كامب.

## البنية
حُددت بنية المستقبل الأفيونيدي μ مع المناهض β-FNA [الإنجليزية]، والناهض BU72 [الإنجليزية]، وفي مركب مع دامغو [الإنجليزية] وبروالبروتين Gi.

## التنشيط
يمكن للمستقبل مو أن يتواسط تغيرات حادة في الاستثارية العصبونية عبر تثبيط الإفراز قبل المشبكي لغابا. يؤدي تشيط المستقبل مو إلى تأثيرات مختلفة على شوكات الزوائد الشجرية وذلك تبعا للناهض، ويمكن أن يكون مثالا على الانتقائية الوظيفة [الإنجليزية]. الأدوار الفسيولوجية والإمراضية لهاتين الآليتين المتميزتين تبقى غير واضحة وربما يمكن أن يكون لكليهما دور في إدمان الأفيونات و اعتلالات الإدراك التي تسببها الأفيونات.
يسبب تنشيط المستقبل الأفيونيدي مو يواسطة ناهض مثل المورفين: تسكين الألم، التهدئة، انخفاض طفيف في ضغط الدم، الحكة، الغثيان، الشمق، بطء التنفس، تقبض الحدقة، وانخفاض في حركة الأمعاء يؤدي غالبا إلى الإمساك. تميل بعض هذه التأثيرات مثل تسكين الألم والتهدئة والشمق والحكة وبطء التنفس للإنخفاض عند التعاطي المستمر وتطور التحمل. أما تأثيرات تقبض الحدقة وانخفاض حركة الأمعاء فتميل نحو الاستمرار ويتطور تحمل بسيط لها.
النظير المعياري MOR1 (المستقبل مو 1) مسؤول على تسكين الألم الذي يحدثه المورفين، في حين أن نظير الوصل البديل MOR1D (عبر التثني المتغاير مع مستقبل الببتيد المحرر للغاسترين [الإنجليزية]) مطلوب من أجل الحكة التي يُحدثها المورفين.